# Thurston (Nebraska)
Thurston – wieś w Stanach Zjednoczonych, w stanie Nebraska, w hrabstwie Thurston.